# Grootvizier
Grootvizier was de benaming voor de eerste minister in een islamitisch land, zoals het Ottomaanse Rijk, het kalifaat Córdoba en het kalifaat Bagdad. In het westen zijn vooral de grootviziers van de Ottomaanse sultans bekend, zoals Kara Mustafa, Talaat Pasja, Sevket Pasja, Mithat Pasja, Köprülü Fazıl Ahmet Pasja en Halim Pasja.
In Turkije werd na het uitroepen van de republiek (1923) het ambt van grootvizier vervangen door dat van premier.
Een vizier was een minister. Het woord is afkomstig uit het Arabisch.
baljuw · baron · dictator · doge · emir · farao · graaf · groothertog · grootvizier · grootvorst · heer · hertog · jonker · kalief · kan · keizer · koning · landgraaf · landsheer · landvoogd · maharadja · markies · monarch · paltsgraaf · paus · president · prins-bisschop · regent · sjah · sjeik · staatshoofd · sultan · tenno · tsaar · vizier · vorst · vorst-aartsbisschop